# Orjaški dežen
Orjaški dežen (znanstveno ime Heracleum mantegazzianum) je strupena kobulnica, ki lahko zraste od dva do štiri metre v višino. Izvira s Kavkaza in srednje Azije. V Evropo so ga prinesli kot okrasno trajnico. Zanimiva je zaradi velikih listov in orjaških kobulastih socvetij.
Njena zasaditev ima vsaj dva nezaželena učinka:
- s pomočjo krilatih plodov se širi z vrtov v okolico, kjer se lahko ustali in oblikuje velike, težko prehodne sestoje;
- rastlina je zelo strupena.

## Značilnosti
Strupen rastlinski sok orjaškega dežena vsebuje furanokumarine in na koži, ki je izpostavljena soncu, povzroča pekoče in boleče izpuščaje. Ti se pogosto razvijejo v trdovratne mehurje, ki se zelo počasi zdravijo. Rastlinski sok, ki zaide v oči, pa lahko povzroči začasno ali celo trajno slepoto.
V Sloveniji poleg orjaškega dežena uspevajo še domorodne vrste deženov; med njimi je splošno razširjen navadni dežen. Domače vrste so bistveno manjše, od orjaškega dežena pa se razlikujejo tudi po nazobčanosti listov ter dlakavosti listnih pecljev in stebel.

## Razširjenost
Orjaški dežen prištevamo med tujerodne invazivne rastlinske vrste. K nam so ga prinesli s Kavkaza. Orjaški dežen povzroča nevšečnosti v več evropskih državah. 
V Sloveniji so do zdaj zabeležili le nekaj rastišč te strupene rastline v naravi. Najbolj znano je rastišče v bližini ljubljanskega botaničnega vrta, kjer gre že za precej velik sestoj, znani pa so tudi podatki iz okolice Gorenje Blato,Maribora, Kočevja in Bleda.